# آبگوشت غورابه
آبگوشت غورابه یکی از آبگوشت‌های سنتی استان همدان است. این آبگوشت از جمله خوراک‌هایی است که برای دیگر شهرها ناشناخته است..